# 페트르 프리드리흐
페트르 프리드리흐(체코어: Petr Frydrych, 체코어 발음: [ˈpɛtr̩ ˈfrɪdrɪx], 1988년 1월 13일~)는 체코의 육상 선수로 주 종목은 창던지기이다. 2012년 하계 올림픽과 2016년 하계 올림픽에 참가했으며 세계 선수권 대회에서 동메달 1개를 획득했다.